# Ваљевске планине
Подрињско-ваљевске планине је назив за скуп планина које испуњавају делове северозападне и средишње Србије, чинећи развођа између Колубаре и Јадра на северу, Дрине на југозападу и Западне Мораве на југу. Оне припадају групи североисточних Динарских планина.
Највиши врх је Мали Повлен (1347 m нмв) који је уједно и највиши врх западне Србије.

## Географске карактеристике
Ваљевске планине спадају у рудне планине и оне су завршни масиви Динарског планинског система у северозападној Србији. Венац ових планина карактерише међусобна повезаност са изузетком Маљена.
За ове планине је карактеристично да имају велику дужину и углавном упореднички правац пружања. Протежу се на око 117 km. Оне се просторно везују са Рудником, стварајући тако планинску греду дугу 142 km, која преграђује скоро читаву средњу Србију. Ова планинска греда је релативно мале ширине: на крајњем источном делу (Сувобор) широка је око 5,5 km, а у крајњем северозападном делу око 12 km. На профилу Медведник-Јабланик-Повлен широка је око 20 km, између Пецке и Љубовије 17,5 km, а између Костајника и Малог Зворника 15,5 km. Највећу ширину достижу на правцу Ваљево -Косјерић (око 30 km). Та греда је незнатне висине јер досеже само 1.343 m (Мали Повлен). Изграђене су од некарбонатских стена, услед чега су мање кршевите а више заобљене и благо дисециране, богатије водом, већим делом покривене плодним глиновитим прекривачем, а последица тога је развој бујних шума и ливада.

### Рељеф
Подрињско-ваљевске планине нису високе, али су разнолике у геоморфолошком погледу јер су састављене од различитих стена, биле су изложене тектонским покретима, трансгресијама, регресијама и готово свим ерозивним процесима (сем глацијалним и еолским). Медведник, Јабланик, Повлен и Маљен спадају у праве Ваљевске планине. Састављене су махом од тријаског кречњака и врло су кршне, а на простору од Маљена до Сувобора превлађује серпентин и еуфотит. Медведник је састављен од мезозјског кречњака. Повлен је карактеристичан по омањим вртачама. Негде преко шкриљаца леже кварцевити конгломерати образовани су прави кршеви. У просторима састављеним од серпентина, туфита и глиновитог кречњака образоване су простране површи Лисина и Пустопоље, која је посута ситнозрним облуцима од белог кварца и кварцевитим песком.

## Клима
Планинска греда коју чине Подрињско-ваљевске планине са Рудником умањује дејство хладних ветрова са севера, као и топлих са југа, и на тај начин повећава количину падавина и појаву бројних токова чисте планинске воде.
Маљен се одликује посебним одликама рељефа и због тога су климатски фактори повољни и условљавају разноврстан и специфичан биљни и животињски свет. Масив Маљена карактеришу четинарске шуме.

## Попис планина
- Повлен, са највишим врхом Мали Повлен (1.347 m нмв)
- Медведник, са највишим врхом (1.247 m нмв)
- Маглеш, са највишим врхом Пали (1.036 m нмв)
- Јабланик, са највишим врхом (1.274 m нмв)
- Маљен, са највишим врхом Краљев сто (1.104 m нмв)
- Сувобор, са највишим врхом (864 m нмв)

## Насељеност
Насељеност овог подручја је врло разнолико. Североисточна подгорина је изузетно насељена, саобраћајни правци су боље уређени и повезани међусобно и са главним путним правцима. Постоје бројна насеља, као и већи градски центри овог дела Србије (Ваљево, Лозница, Крупањ и Мионица). Југозападна подгорина се знатно проширује испод Јабланика и Повлена, где се површи степенасто спуштају према Косјерићкој и Пожешкој котлини, па је у том делу проходнија, привредно развијенија, а самим тим и насељенија.